# Huntington (Virginia)
Huntington es un lugar designado por el censo en el  condado de Fairfax, Virginia  (Estados Unidos). Según el censo de 2010 tenía una población de 11.267 habitantes.

## Demografía
Según el censo del 2000, Huntington tenía 8.325 habitantes, 4.615 viviendas, y 1.675 familias. La densidad de población era de 4.120,9 habitantes por km².
De las 4.615 viviendas en un 11,9%  vivían niños de menos de 18 años, en un 26,8%  vivían parejas casadas, en un 6,7% mujeres solteras, y en un 63,7% no eran unidades familiares. En el 52,6% de las viviendas  vivían personas solas el 7,6% de las cuales correspondía a personas de 65 años o más que vivían solas. El número medio de personas viviendo en cada vivienda era de 1,8 y el número medio de personas que vivían en cada familia era de 2,75.
Por edades la población se repartía de la siguiente manera: un 13% tenía menos de 18 años, un 10% entre 18 y 24, un 43,2% entre 25 y 44, un 23,4% de 45 a 60 y un 10,4% 65 años o más.
La edad media era de 36 años.  Por cada 100 mujeres de 18 o más años  había 100,9 hombres.
La renta media por vivienda era de 52.364$ y la renta media por familia de 62.228$. Los hombres tenían una renta media de 43.429$ mientras que las mujeres 36.563$. La renta per cápita de la población era de 36.945$. En torno al 6,8% de las familias y el 7,7% de la población estaban por debajo del umbral de pobreza.

## Localidades adyacentes
El siguiente diagrama muestra a las localidades más próximas a Huntington.